# Peter Kuzmič
Peter Kuzmič (Nuskova, Prekmurje, Slovenija, 26. lipnja 1946.) hrvatski teolog.

## Životopis
Brat mu je bio Franc Kuzmič, slovenski povjesničar, muzeolog i pentekostni pastor u Prekomurju. Školovanje je započeo u Sloveniji, srednju školu pohađao je u Zagrebu. Visoko obrazovanje stekao je u Njemačkoj, Velikoj Britaniji i Sjedinjenim Američkim Državama gdje je završio je teologiju, pedagogiju i humanističke znanosti. Na Wheaton Graduate School u Chicagu magistrirao je na temu tekstualne kritike. Njegova obrada teme „The Text of the Gospel of John in Writings of Theodoret of Cyrus“ bila je i nagrađena. Na ovom sveučilištu bio je i asistent pri katedri Novog zavjeta.
Studij i proučavanje religije nastavlja na Sveučilištu Harvard, da bi doktorirao u Zagrebu, na Katoličkom bogoslovnom fakultetu, s temom disertacije „Biblijska društva i njihova Biblija na južnoslavenskom tlu u XIX. stoljeću“. Nakladnička kuća Kršćanska sadašnjost iz Zagreba njegovu je disertaciju tiskala 1983. godine, pod nazivom „Vuk-Daničićevo Sveto pismo i biblijska društva“. Knjiga na temelju disertacije objavljena je u ediciji „Analecta Croatica Christiana“, a uvodnik je napisao bibličar, dr. Bonaventura Duda. Za svoj akademski i spisateljski rad više je puta i nagrađivan.
Sudjelovao je u osnivanju i pokretanju Evanđeosko-teološkog fakulteta čiji je redovni profesor i višegodišnji rektor. Gostujući je profesor na nizu inozemnih sveučilišta, od kojih svakako treba izdvojiti postdiplomski studij Gordon-Conwell iz Bostona.
Objavio je šest knjiga s područja biblijskog prevodilaštva, hermeneutike i teologije. Njegova djela, uključujući i brojne znanstvene radove, prevedena su na nekoliko svjetskih jezika. Napisao je i velik broj članaka za domaće i inozemne enciklopedije i leksikone.
Predsjedavao je Teološkoj komisiji Svjetske evangeličke alijanse i Lausanskom odboru. Kao plenarni govornik pojavio se na dvije generalne skupštine Svjetskog vijeća crkava i generalnoj skupštini Svjetskog vijeća Crkava. Predavanja je održao u više od 80 svjetskih zemalja.
Rrektor je Evanđeoskog teološkog fakulteta u Osijeku, na kojem sve poslove i funkcije radi volonterski.
Jedan je od utemeljitelja Hrvatskog helsinškog odbora i njegov počasni član. Odlikovan je Redom Danice Hrvatske s likom Katarine Zrinske (odlukom Predsjednika RH), te Grbom grada Osijeka za osobit doprinos međunarodnoj afirmaciji grada. U Osijeku je u prosincu 2008. godine primio gradsku nagradu za životno djelo.